# Моримура, Ясумаса
Ясумаса Моримура (яп. 森村 泰昌, англ. Yasumasa Morimura; род. 11 июня 1951, Осака) — современный японский художник-перформер и аппроприационист, известный своими работами в области фотографии, кино и живой постановки. В своих фотографических и перформативных сериях работ Моримура переосмысливает узнаваемые произведения и персонажей из истории искусства и масс-медиа, принимая на себя роли главных героев и преодолевая национальные, этнические, гендерные и расовые границы. Он исследует такие темы, как природа идентичности, постколониализм, авторство и западное представление о Японии и Азии.
Начав творческую карьеру с черно-белой натюрмортной фотографии, Моримура вскоре столкнулся с проблемой самовыражения и личностного определения, и решил визуализировать этот внутренний конфликт через автопортреты. Созданный им в 1985 году постановочный портрет «Ван Гог» стал первым из множества автопортретов, в которых он примерял на себя образы известных художников, исторических личностей, звезд и персонажей известных произведений искусства.
С начала 1980-х Моримура следует авторским правилам постановки композиции, включающим тщательно продуманные костюмы, макияж, реквизит и декорации, превращая свое тело в практически идентичную реплику выбранного объекта. С развитием цифровой фотографии и графических редакторов, в конце 1990-х годов его работы стали визуально более сложными и дополнились монтажом и обработкой цифровых изображений.
В своих более поздних работах Моримура также воплощает своих персонажей в коротких видео, фильмах и живых постановках, где они выражают свои идеи через движение и короткие монологи.

## Ранние годы и образование (1951—1978)
Ясумаса Моримура родился в 1951 году в Осаке, Япония. После завершения американской оккупации Японии в 1952 году, Моримура воспитывался в поколении, насыщенном западными ценностями и культурными влияниями, ставшими ключевыми для Японии в послевоенный период. Этот постоянный контакт с западными, в том числе американскими, социокультурными тенденциями в музыке, кино и моде сформировал его творческие воззрения в 1980-х годах.
В середине 1970-х годов Моримура поступил в Киотский муниципальный университет искусств, где в 1978 году получил степень бакалавра изобразительных искусств. Во время обучения он проявил особый интерес к фотографии после того, как прослушал курс фотографа журнала Life Эрнеста Сатоу (1927—1990). Сатоу преподавал современные западные эстетические идеалы в фотографии и технику съемки, подробно исследуя работы французского фотографа-гуманиста Анри-Картье Брессона.

## Начало карьеры (1978—1988)
После завершения университета Сатоу пригласил Моримуру на работу в качестве ассистента фотографа. Это позволило Моримуре создать свои первые работы — черно-белые натюрморты, большинство из которых были сняты в помещении. Одной из первых его серий начала 1980-х годов является «Barco negro na mesa».
В 1985 году Моримура переключил свое внимание на автопортрет, задумавшись о природе своей азиатской идентичности. Вспоминая свои размышления в это время, он задавал себе вопросы: «Кто я? У меня азиатское лицо, но у меня западный образ жизни? Могу ли я сказать, что я японец?»
Помимо вопросов национальной идентичности, на изменение творческого фокуса Моримуры также сильно повлияла история современной Японии. Он часто ссылался на изменчивость образа императора Мэйдзи Муцухито, который в период правления сёгуната был воспитан в женственной манере, но после вступления на престол принял более милитаристский образ. Моримура отмечал, что эта драматическая трансформация внешности императора служит примером того, насколько легко человек может изменить свою личность, сменив свой образ при помощи одежды.
В 1985 году Моримура начал работу над первыми автопортретами, перевоплотившись в художника-импрессиониста Винсента Ван Гога и его натурщицу Камиллу Рулен. Эти фотографии стали первым вызовом художника традиционным представлениям о формировании идентичности в искусстве. В то же время Моримура, вместе с художниками Томоаки Исихарой и Хироси Кимурой, принял участие в групповой выставке «Улыбка с радикальной волей» в Галерее 16 в Киото, где его автопортретывпервые были представлены публике.
Важным моментом в карьере Моримуры стал 1988 год, когда он создал «Портрет Футаго», современную интерпретацию полотна Эдуарда Мане «Олимпия». Следуя классической композиции, вэтой работе Моримура одновременно изображал лежащую фигуру Олимпии и ее темнокожую служанку, заменив часть интерьера японскими элементами декора, такими как вышивка с золотым журавлем и фигурки манеки-нэко. Эта работа одновременно затрагивала вопросы мужского взгляда, объектности женского тела и подчеркивала расовые проблемы в истории искусства, связанные с представлением темнокожих персонажей в классической живописи.
Моримура привлек широкое внимание мировой общественности, представив свои работы для Японского павильона на 43-й Венецианской биеннале. Это признание быстро подняло статус художника до уровня мировой арт-иконы, и обеспечило ему участие в десятках групповых и персональных выставок по всему миру в 1990-х годах.

## Карьерный успех (1988—2000)
Венецианская биеннале 1988 года стала официальным началом карьеры Моримуры на международном уровне, а его персональная выставка «Дочь истории искусства» в 1990 году в выставочном пространстве Сагачо в Токио принесла ему признание в японском художественном мире. Тема этой выставки сосредоточилась на критике канона истории искусства, где Моримура деконструировал западные представления об эстетической красоте и исследовал давний интерес Японии к западной культуре. Успех «Дочери истории искусств» был впоследствии подтвержден на последующих выставках, в частности, в 1999 году в галерее Luhring Augustine в Нью-Йорке.
«Японское искусство после 1945 года: Scream Against the Sky» — передвижная выставка, проходившая в Музее Гуггенхайма, Музее искусств Иокогамы и Музее современного искусства Сан-Франциско с 1994 по 1995 год. Эта выставка стала первым обзором авангардного послевоенного японского искусства, и выбор Моримуры в качестве участника привлек особое внимание западных изданий, посвященных искусству и культуре. Арт-критик New York Times, Холланд Коттер, назвал Моримуру «звездой», а Марк Стивенс из New York Magazine отметил его способность эффективно соединять «язык, образ, культуру и объект» в своей работе «Playing with Gods (Night)» (1991).

С 1994 по 1996 год Моримура выпустил серию работ «Актриса», в которой он изображал знаменитых американских и европейских актрис и киногероинь середины XX века в японских локациях. В одной из наиболее известных работ серии «Self-Portrait — Actress After Jodie Foster 2» (1996) Моримура изобразил себя в образе героини Джоди Фостер из фильма «Таксист» (1976), сидящей на красном табурете в токийском переулке, усыпанном пачками сигарет. В данной серии Моримура уже не ограничился фотосъемкой, также изобразив своих героинь в короткометражном фильме.
В 1995 году Моримура записал видео, на котором запечатлелась огромная аудитория Yasuda Auditorium в кампусе Комаба Токийского университета, где студенты сидят за партами и готовятся к лекции профессора. Внезапно для всех присутствующих, Моримура появился в костюме Мэрилин Монро (которую он называет «Актриса М») и начал бегать вокруг, кричать и жестикулировать, а затем встал на парту в передней части аудитории. Моримура принял позу, которая имитирует знаменитое выступление Монро в фильме «Зуд седьмого года» (1955). Это выступление было одновременно и отсылкой, и косвенным воссозданием печально известных дебатов правого писателя Юкио Мисимы с левой студенческой группой Zenkyōtō, которые состоялись в той же аудитории 13 мая 1969 года. Хотя Моримура признался, что не исследовал это событие в деталях, он постоянно упоминал, что театрально выразительное противостояние Мисимы заставило его задуматься о важности аутентичности искусства в японском контексте. В качестве комментария к яростной оппозиции Мисимы к предполагаемой феминизации Японии в эпоху после Второй мировой войны, Моримура решил переосмыслить это событие с полярно противоположной точки зрения — перевоплотившись в самый узнаваемый женский образ и символ популярного медиапотребления, Мэрилин Монро.
В рамках подготовки к выставке «Болезнь красоты — Самопортрет как актриса» Музея искусств Йокогамы (1996) Моримуре предложили сняться в короткометражном фильме, посвященном его недавней серии работ «Актриса». Режиссер-экспериментатор Такаси Ито снял фильм «Apparatus M» (1996), в котором Моримура предстал в образе Монро. Фильм был показан в кинотеатре классического стиля, расположенном в выставочном пространстве музея, ассоциации между Монро и культурой кинопоказа Золотого века Голливуда.
Для сезона осень-зима 1996-97 японский модельер Иссэй Миякэ пригласил Моримуру для совместной работы над первой коллаборацией Миякэ «Guest Artists». Моримура предоставил Миякэ коллажи, воспроизводящие картину Энгра «Источник» 1856 года, а также автопортреты, на которых он изображен перевернутым и задрапированным в красный тюль. В другом дизайне обнаженный Моримура выходил из-за вырезанного в натуральную величину «Источника».

## Дальнейшее развитие (2000-настоящее время)
В конце 90-х годов развитие цифровых камер и компьютерных технологий, включая Photoshop, позволило Моримуре использовать более широкий спектр инструментов для творческих манипуляций и изменения портретных композиций. Существует множество работ, где Моримура вставляет свое лицо в нечеловеческие объекты. Один из известных примеров — это «Singing Sunflowers» (1998) — цветной фотопринт, основанный на натюрморте Винсента Ван Гога «Подсолнухи» (1888), где сохранены композиция, цветовая палитра и внутреннее пространство оригинальной работы.
С 2004 по 2006 годы Моримура занимал должность профессора Международного исследовательского центра искусств при Киотском университете искусств и дизайна, где вместе с художниками Хироси Сенджу и Тацуо Миядзима он был выбран в качестве художника-резидента.

Серия работ «Реквием» (2006) ознаменовала новый подход в концепции его автопортретов. Моримуру, интересующегося современной японской и мировой историей, интересовали конкретные исторические личности и их влияние на национальное сознание. Временно отступив от типично женских образов и заимствования из истории искусства, Моримура решил сосредоточиться на мужских фигурах: образе японского писателя и политического агитатора Юкио Мисиму, актера Чарли Чаплина в фильме «Великий диктатор» (1940), аргентинского революционера Че Гевары и лидера китайских коммунистов Мао Цзэдуна.
Моримура был назначен художественным руководителем фестиваля Yokohama Triennale 2014 года. В 2016 году он представил свой первый полнометражный фильм «Ego Symposium», где предстал в образе одиннадцати легендарных художников: Энди Уорхола, Фриды Кало, Винсента Ван Гога, Яна Вермеера, Диего Веласкеса, Яна ван Эйка, Леонардо да Винчи, Альбрехта Дюрера, Микеланджело Меризи да Караваджо, Рембрандта ван Рейна и Элизабет Виже-Лебрен. Фильм состоит из нескольких эпизодов, в которых каждый из художников произносит драматический монолог о природе самосознания, идентичности и ее связи с творчеством.
Подобно фильму «Ego Symposium», работа «Nippon Cha Cha Cha!» (2018) представляет собой уникальное сочетание киноформата и живого театрального представления. В этом проекте Моримура воплощает разнообразных персонажей, исследуя процесс формирования японской идентичности под влиянием американской культуры после окончания оккупации союзников в 1952 году. В образах императора Хирохито, генерала Дугласа Макартура, актрисы Мэрилин Монро и писателя Юкио Мисимы, Моримура создает смесь автобиографических монологов и исторического ссылок, заставляя персонажей взаимодействовать в театральных метаморфозах.
Работы Моримуры были представлены десятках групповых и персональных выставок по всему миру и являются частью выдающихся музейных коллекций, включая Whitney Museum of American Art (Нью-Йорк, Нью-Йорк, США), San Francisco Museum of Modern Art (SFMOMA) (Сан-Франциско, Калифорния, США), J. Paul Getty Museum (Лос-Анджелес, Калифорния, США), Museum of Fine Arts (Бостон, Массачусетс, США), Museum of Contemporary Art (MCA) (Чикаго, Иллинойс, США), Museum of Contemporary Art (MOCA) (Лос-Анджелес, Калифорния, США) и Carnegie Museum of Art (Питтсбург, Пенсильвания, США).
В Москве работы художника были представлены на выставках в Галерее Гари Татинцяна (2006, 2019). Персональная Выставка «Ясумаса Моримура. История автопортрета» состоялась в Москве в ГМИИ им. А. С. Пушкина в 2017 году.

## Личная жизнь
В настоящее время Моримура живет и работает в своей родной Осаке. Женат на Тосими Такахара.

## Фильмография
- 1996: Apparatus M
- 2016: Ego Symposium

## Выставки
- 1992 — Музей современного искусства, Чикаго, США
- 1993 — Фонд современного искусства имени Картье, Жуи-ан-Жозас, Франция
- 1994 — Художественный музей, Токио, Япония
- 1994 — Музей Соломона Гуггенхейма, Манхэттен, США
- 1996 — Музей искусств, Иокогама, Япония
- 2006 — Музей современного искусства, Сан-Диего, США
- 2007 — Художественная галерея Нового Южного Уэльса, Сидней, Австралия

## Работы в музейных коллекциях
Сейчас работы Моримуры широко представлены в коллекциях музеев США:
- Художественный музей имени Карнеги, Питтсбург, США
- Художественный музей, Гонолулу, Гавайи, США
- Музей Гетти, Лос-Анджелес, США
- Музей современного искусства, Чикаго, США
- Музей современного искусства, Лос-Анджелес, США
- Музей современного искусства, Сан-Франциско, США
- Музей американского искусства Уитни, Нью-Йорк, США

## Награды
- 1996 год — номинация на премию в области искусства от Hugo Boss
- 2006 год — премия культурного достижения префектуры Киото[48]
- 2007 год — премия министра образования за изобразительное искусство
- 2011 год — премия Mainichi Art от японской ассоциации фотографии
- 2011 год — премия Киотской художественной культуры